# Whitburn, Skottland
Whitburn är en ort i Storbritannien.   Den ligger i kommunen West Lothian och riksdelen Skottland, i den centrala delen av landet, 500 km nordväst om huvudstaden London. Whitburn ligger 173 meter över havet och antalet invånare är 10 137.
Terrängen runt Whitburn är lite kuperad. Runt Whitburn är det tätbefolkat, med 343 invånare per kvadratkilometer. Närmaste större samhälle är Livingston, 10,8 km öster om Whitburn. Trakten runt Whitburn består i huvudsak av gräsmarker.